# Cartonnage

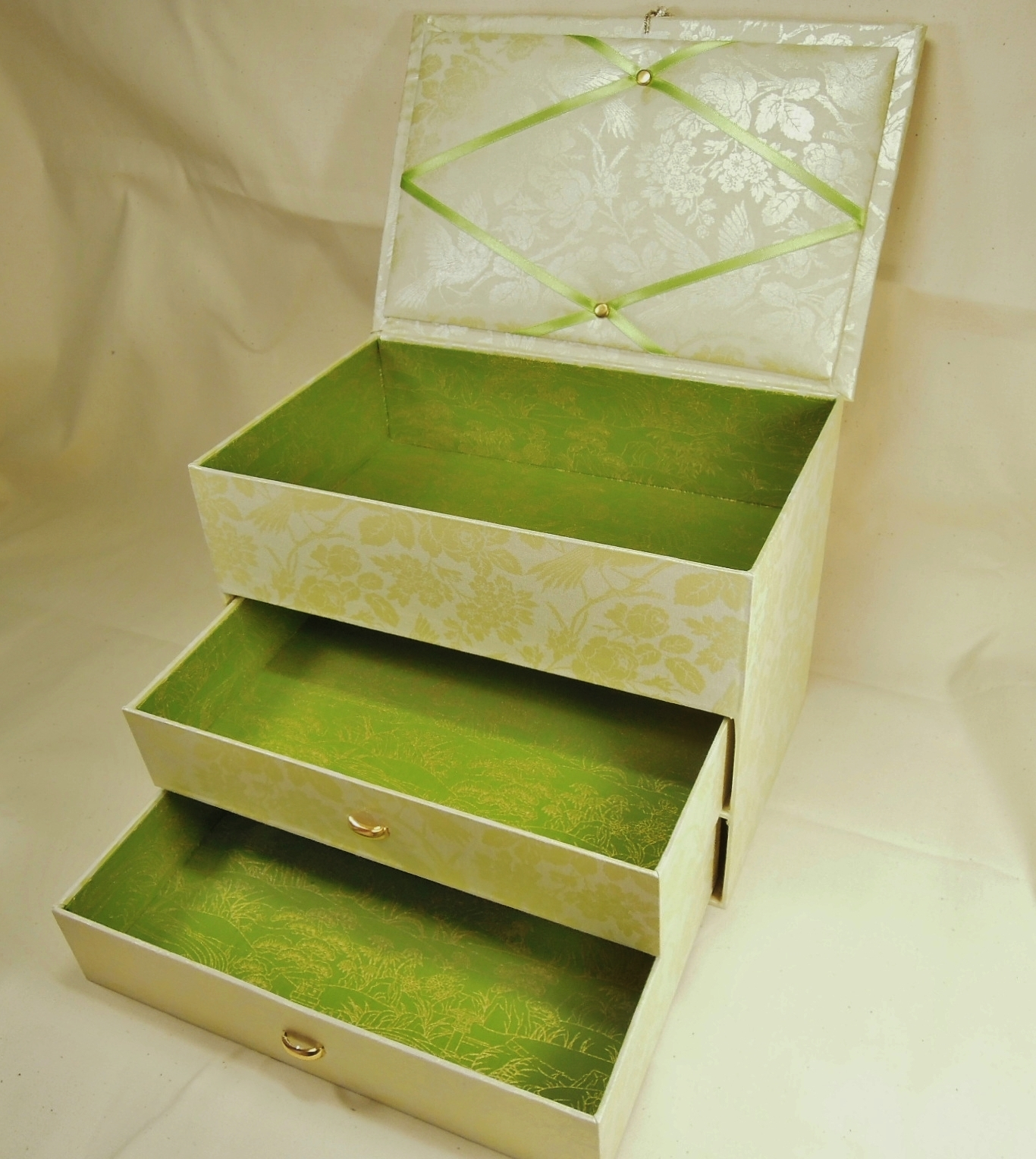
Cartonnage

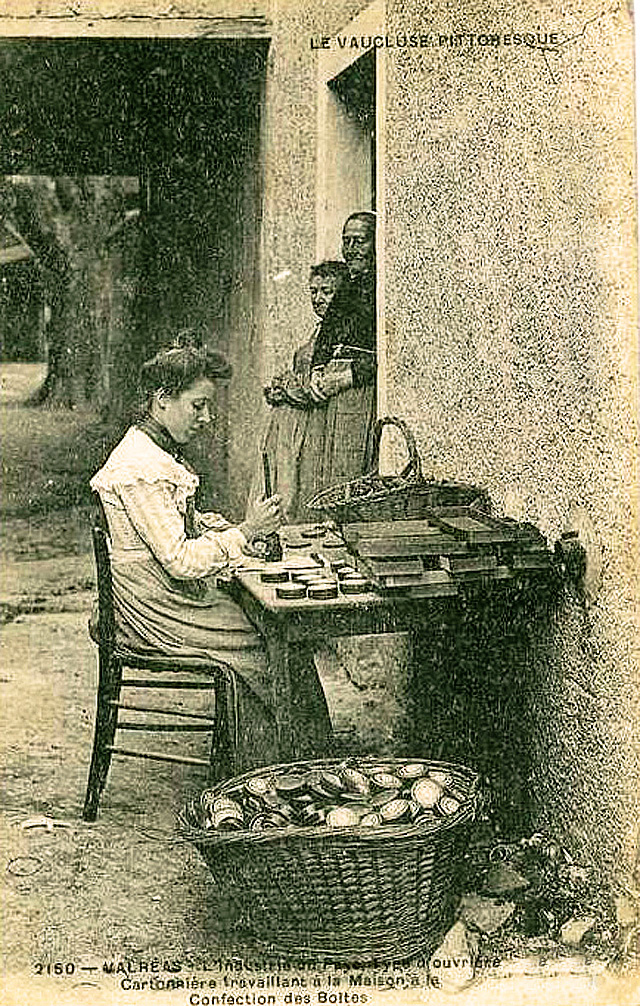
Cartonnière à domicile au début du XXe siècle

Le cartonnage est le processus de façonnage du carton ou l'objet en carton lui-même.

## Fabrication
La fabrication d'un objet en carton comporte les étapes suivantes :
- le tracé du patron comportant les lignes de découpe, de pliage et éventuellement les marques d'assemblage ;
- la spécification du carton de structure et de grammage adapté à l'objet envisagé et éventuellement son impression ;
- la découpe à l'aide d'outil de découpage ou d'une forme spécialisée (munie de filets coupants) et de marquage des plis (par rainage ou refoulage) ;
- le pliage et l'assemblage de l'objet.

Dans le cas d'une fabrication en grande série, une machine peut faire le découpage, le pliage-collage ou l'agrafage.

## Cartonnage industriel

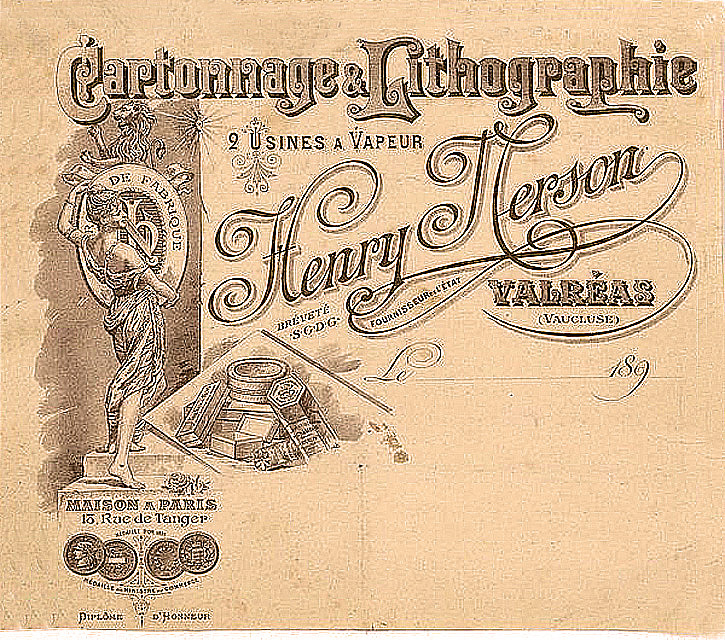
Entreprise de cartonnage industriel à Valréas à la fin du XIXe siècle

L'emballage est l'objet essentiel du cartonnage industriel. Le cartonnage touche aussi le support de la publicité sur le lieu de vente (PLV) sous forme de présentoirs par exemple.
En France, le chiffre d'affaires annuel de cette industrie est estimé à 2,8 milliards d'euros répartis en environ 450 entreprises[réf. nécessaire]. Ces entreprises dites « cartonnières » sont en majorité des PME, les plus importantes ne dépassant pas 500 salariés[réf. nécessaire].
La conception (design) de cartonnage est une spécialité industrielle extrêmement active et importante dans la mesure où il entre pour une large part dans la perception d'un produit par le consommateur : on parle de
«marketing par le design du packaging».

## Formation professionnelle
Des écoles professionnelles forment à cette spécialité. Plusieurs compétences sont nécessaires dans cette conception qui porte sur la forme et la faisabilité de l'emballage : originalité, économie de la matière, automatisation du découpage et de l'assemblage, caractère artistique de la décoration réalisée en infographie.
Le cartonnage est également une activité de loisirs créatifs qui est pratiquée par de plus en plus de passionnés.
Cette activité de loisirs réside dans le fait de fabriquer des objets utiles et décoratifs, le plus souvent sous forme de boites. La matière première reste le carton mais il est décoré avec des tissus ou papiers de plus en plus fantaisie ou sophistiqués. Dans les années 1970, il était enseigné dans les cours de travaux manuels dispensés au collège par exemple.